# Temple Hoi Khanh
Le temple Hoi Khanh (en vietnamien: chùa Hội Khánh) est un temple bouddhiste du Viêt Nam fondé en 1741 et situé dans la ville de Thu Dau Mot au sud du pays, près d'Hô-Chi-Minh-Ville (ex Saigon). C'était un foyer du nationalisme cochinchinois et de l'anticolonialisme français.

## Historique et description
Ce temple fondé en 1741 a été incendié en 1861 et reconstruit cent mètres plus loin au pied d'une colline dans l'arrondissement actuel de Phú Cường. Il se trouve à cent cinquante mètres en retrait de la route et on y accède par des triple portes décorées de dragons et de phénix. Son parc boisé est particulièrement calme. On y remarque quatre eucalyptus plus que centenaires. L'ensemble des sanctuaires s'étend sur 700 m2.
Le temple a été aménagé et agrandi à plusieurs reprises, mais conserve son style. La salle de prêche et le sanctuaire situé du côté est ont été construits en 1917, tandis que celui du côte ouest a été reconstruit en 1984 et la salle de cérémonie en 1990-1991. Les statues historiques ont été restaurées à l'initiative de l'association bouddhiste de la province de Song Be en 1992. La salle principale contient des statues de bois doré du Bouddha Gautama et d'autres bodhisattvas, sculptées à la fin du XIXe siècle par des artisans locaux.
Les cendres de neuf supérieurs du temple reposent dans des stupas de l'enceinte. Ce temple est toujours un lieu d'étude du bouddhisme pour toute la région et certains de ses moines qui y ont étudié dirigent aujourd'hui d'autres temples de la région. Un moine fameux localement dans les années 1920 était Thích Từ Văn qui fut invité à Marseille en 1920 pour y donner des conférences. Plus tard, un temple bouddhiste homonyme ouvrit dans cette ville. Dans les années 1923-1926, un groupe d'activistes qui s'opposaient au pouvoir des autorités de l'Indochine française en Cochinchine se regroupaient ici. L'un de leurs chefs était le père de Hô Chi Minh, Nguyễn Sinh Sắc.
Aujourd'hui le temple est le siège de l'association bouddhiste de la province. Il est inscrit au patrimoine culturel.